# Bad Wünnenberg

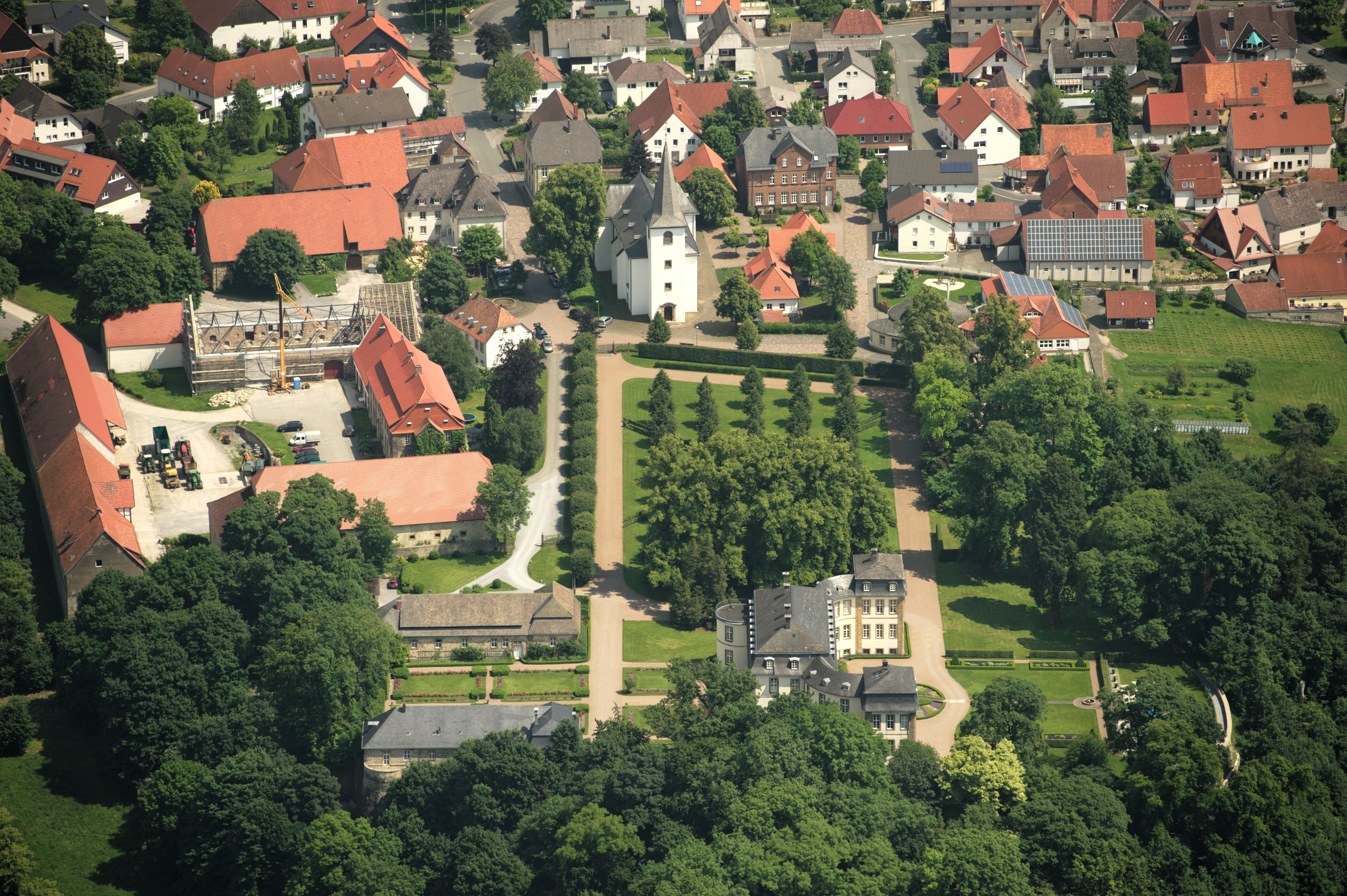
Bad Wünnenberg

Bad Wünnenberg è una città di 12 202 abitanti della Renania Settentrionale-Vestfalia, in Germania.
Appartiene al distretto governativo (Regierungsbezirk) di Detmold ed al circondario (Kreis) di Paderborn (targa PB).